# Malostonski zaljev
Malostonski zaljev (także Zaljev Maloga Stona) – zatoka w Chorwacji, część adriatyckiego Kanalu Maloga Stona.

## Opis
Zatoka jest położona na końcu Kanalu Maloga Stona, za półwyspem Klek i zatoką Klek-Neum. Jej wymiary to 8 × 2,8 km, a maksymalna głębokość to 15 m. Dzieli się na mniejsze zatoki: Bistrina, Hodilje, Kuta, Mali Ston i Miševac. Leżą w niej wyspy Banja, Crkvica, Govanj i Veliki Školj. Na południowym wybrzeżu leżą miejscowości Hodilje, Luka i Mali Ston. Malostonski zaljev jest największym siedliskiem małż w Chorwacji (od 2020 roku Malostonska kamenica jest produktem chronionym Unii Europejskiej).